# Waterford (stad)
Waterford (Iers: Port Láirge) is een plaats in Ierland en de hoofdstad van het graafschap Waterford.
De plaats werd gesticht door de Vikingen in het midden van de jaren 800, en was de eerste echte stad in Ierland. Tegenwoordig (2011) is het de op vijf na grootste stad in de Ierse Republiek.
Het beroemdste product uit de stad is Waterford Crystal dat sinds 1783 in de stad wordt gemaakt. De stad heeft ook een hogeschool, het Waterford Institute of Technology.

## Inwoneraantal
(CSO, 2002)
Gebied dat binnen de bestuurlijke stad valt: 44.564.
Aantal in het stedelijk gebied: 46.736.
Het inwoneraantal is echter groter dan dit, met veel mensen in de stadjes en dorpen rondom de stad. De grootste hiervan is Tramore met 8305 inwoners.

## Korte geschiedenis
Vanaf het jaar 795 waren de Vikingen de kust van Ierland aan het plunderen, en al snel bleven zij ook in Ierland overwinteren, in havens die zij Longphorts noemden. Zo'n longphort werd in 853 bij het huidige Waterford gesticht. Rond 902 werden alle longphorts verlaten doordat de Vikingen door de Ieren werden verjaagd. Volgens de Ierse annalen kwamen de Vikingen rond 914 terug, en stichtten Ierland's eerste stad, Waterford.
In 1137 slaagde de koning van Leinster, Diarmaid MacMurchada, er niet in om Waterford in te nemen. Hij probeerde de grote steden in zijn macht te krijgen om zo zijn claim op de troon van de hoge koning van Ierland kracht bij de zetten. In 1170 ging hij samenwerken met Richard deClare, ook wel Strongbow genoemd, en samen vielen ze Waterford aan en namen de stad in. Dit was de introductie van de Noormannen in Ierland. In 1171 werd koning Hendrik II van Engeland de eerste Engelse koning die een Ierse stad bezocht door met een grote vloot bij de stad aan te meren. Hij wilde er op deze manier voor zorgen dat Ierland een Engelse kolonie werd, en niet een rivaliserend land. Waterford en Dublin werden Koninklijke Steden verklaard, en behoorden aan de koning (en niet aan Strongbow). Dublin werd tevens de hoofdstad van het land genoemd.
Tijdens de Middeleeuwen was Waterford Ierland's tweede stad na Dublin. Waterford's perkamenten boek (1361-1649) representeert het eerste gebruik van de Engelse taal in Ierland voor officiële doeleinden. In de 15e eeuw wist Waterford twee troonopvolgers van zich af te slaan, Lambert Simnel en Perkin Warbeck. Als gevolg hiervan gaf koning Hendrik VII de stad zijn motto: Urbs Intacta Manet Waterfordia (Waterford blijft de onverslagen stad).
Waterford bleef een katholieke stad, en deed mee aan de confederatie van Kilkenny, dit was een poging om te breken met de Britse overheersing. Dit proces werd abrupt beëindigd door Oliver Cromwell die het land met harde hand weer onder Brits gezag bracht; zijn neefje Ireton wist uiteindelijk in 1651 Waterford in te nemen.
De 18e eeuw bracht veel voorspoed voor de stad, en de meeste van de stad's beste architectuur stamt uit deze tijd. De handel met Newfoundland bracht veel rijkdom naar de, op dat moment, op drie na grootste haven. In de 19e eeuw bloeiden industrieën zoals glasmakerij en scheepsbouw (de Neptune Iron Works) in de stad.
Thomas Francis Meagher (Meagher van het zwaard), een Ierse nationalist, maakte de eerste Ierse drie-kleur. Hij bracht het mee uit Frankrijk, en de vlag werd voor het eerst uitgehangen in Waterford.

## Vervoer
Waterford is het eindstation van de spoorlijn Dublin - Waterford. Daarnaast is er een spoorverbinding met Limerick. De lijn naar Rosslare is in 2010 gesloten voor personenvervoer.

## Partnersteden
- St. John's, Canada

## Bezienswaardigheden

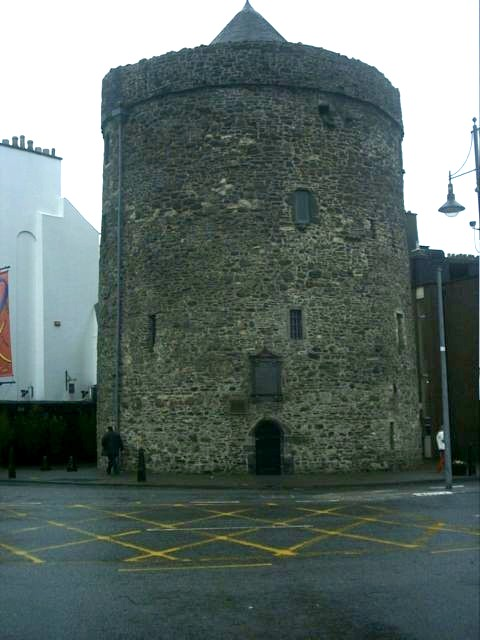
Reginald's Tower

- Diverse historische bezienswaardigheden, w.o. Reginald's Tower, die door de Vikingen werd gebouwd
- Fairbrook House, museum voor moderne, figuratieve kunst met diverse tuinen
- House of Waterford Crystal, kristalfabriek
- (en)  Waterford Museum of Treasures

## Geboren
- John Condon (1901-1915), jongste Britse soldaat die sneuvelde tijdens de Eerste Wereldoorlog
- Val Doonican (1927-2015), zanger
- Louis Stewart (gitarist) (1944-2016), gitarist
- Gilbert O'Sullivan (1946), singer/songwriter
- Jim Beglin (1963), voetballer
- Declan Lonergan (1969), wielrenner
- Ciaran Power (1976), wielrenner
- Chris Doran (1979), zanger
- John O'Shea (1981), voetballer
- Brian Murphy (1983), voetballer
- Daryl Murphy (1983), voetballer
- Craig Breen (1990-2023), rallyrijder

## Overleden
- Peter O'Connor 1874-1957), atleet
- Wout Muller, (24 januari 2000), Nederlands kunstschilder